# Йодок Фінк
Йодок Фінк (нім. Jodok Fink; 19 лютого 1853, Форарльберг, Австрія — 1 липня 1929, Форарльберг, Австрія) — австрійський фермер, політичний і державний діяч, перший віцеканцлер Австрії.

## Біографія
Народився 19 лютого 1853 року в містечку Андельсбух у селянській родині. Був дев'ятою дитиною. Усі його старші брати та сестри померли, тому тільки Йодок зі своїм молодшим братом Алоїзом досягли повноліття. Батько помер, коли хлопцю було чотири роки. Мати вийшла заміж вдруге, коли йому було десять.
У 15-річному віці Фінк навчався у гімназії у Брессаноне, але невдовзі залишив навчання, попри відмінні оцінки, оскільки мав працювати у великому батьківському господарстві.

### Політична діяльність
Свою політичну кар'єру Фінк розпочав у 1879 році, коли був обраний членом муніципального управління (Gemeindeausschuss) в Андельсбусі. Займав там пост мера з 1888 по 1897 рік. Він приєднався до асамблеї ландтага федеральної землі Форарльберг у 1890 році і в 1893 став членом на той час нещодавно створеної Християнсько-соціальної партії. Був обраний депутатом Австрійської імперської ради (Райхсрату) у 1897 році.
Одночасно займаючись і політичною, і державною діяльністю Фінк був прогресивним фермером, який заснував у 1888 році у рідному містечку кооператив тваринництва Андельсбух, а також створив сад для розведення плодових дерев та штучне поле для вирощування зернових культур. Із 1890 року він працював у «Katholisch-Konservativen Kasino für Egg und Umgebung», згодом очоливши його. Він читав лекції із сучасних методів вирощування фруктів, а в 1928 році заснував разом зі своїм сином Антоном (1890—1966) кооператив Alma.
Під час розпаду Австро-Угорської імперії, наприкінці Першої світової війни, 21 жовтня 1918 року Фінк був обраний одним із трьох рівних президентів німецько-австрійського тимчасового національного уряду (Provisorische Nationalversammlung für Deutschösterreich) Німецької Австрії. Після виборів у Конституційний уряд Австрії, 15 березня 1919 року, Фінк зміг сформувати велику коаліцію з лівою Соціал-демократичною партією Австрії на чолі з Карлом Реннером.
Коаліційний уряд розпався 7 липня 1920 року. Тоді після виборів у парламент 17 жовтня 1920 року, Міхаель Майр сформував уряд меншини, що підтримувався правою Народною партією Великої Німеччини (Großdeutsche Volkspartei), замінивши Йодока Фінка. Сам Фінк більше не займав керівних посад, але залишався у політиці.
Помер 1 липня 1929 року в Андельсбусі. Його надгробок зроблений архітектором Альфонсом Фріцем, теж уродженцем Андельсбуха.

### Сім'я
У 1886 році Йодок Фінк одружився з Марією Катаріною Мойсбургер (Maria Katharina Meusburger), яка була на шість років молодшою за нього. Подружжя мало дванадцять дітей, п'ятеро з яких померли передчасно.

## Заслуги
- Золотий знак заслуги з короною (1900).
- Почечний громадянин Бізачча (1904), Почесний громадянин Андельсбуха (1913), Почесна докторська ступінь в Інсбруському університеті (1925).
- Нагороджений орденом Залізної Корони III класу (1906), а також орденами Франца Йосифа (1913, Командорський хрест) та (1917, Командорський хрест із зіркою).

## Пам'ять

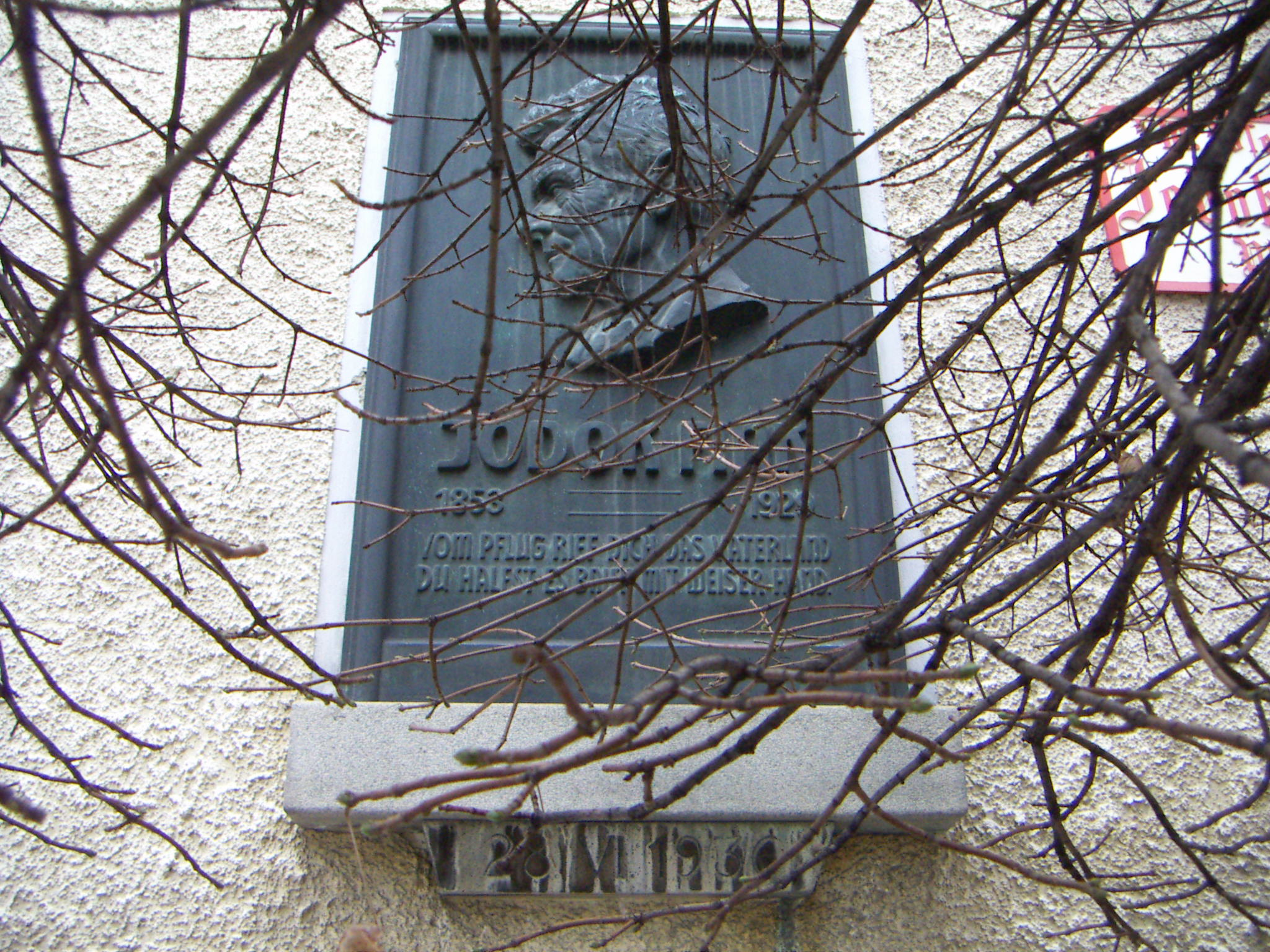
Меморіальна дошка у Відні.
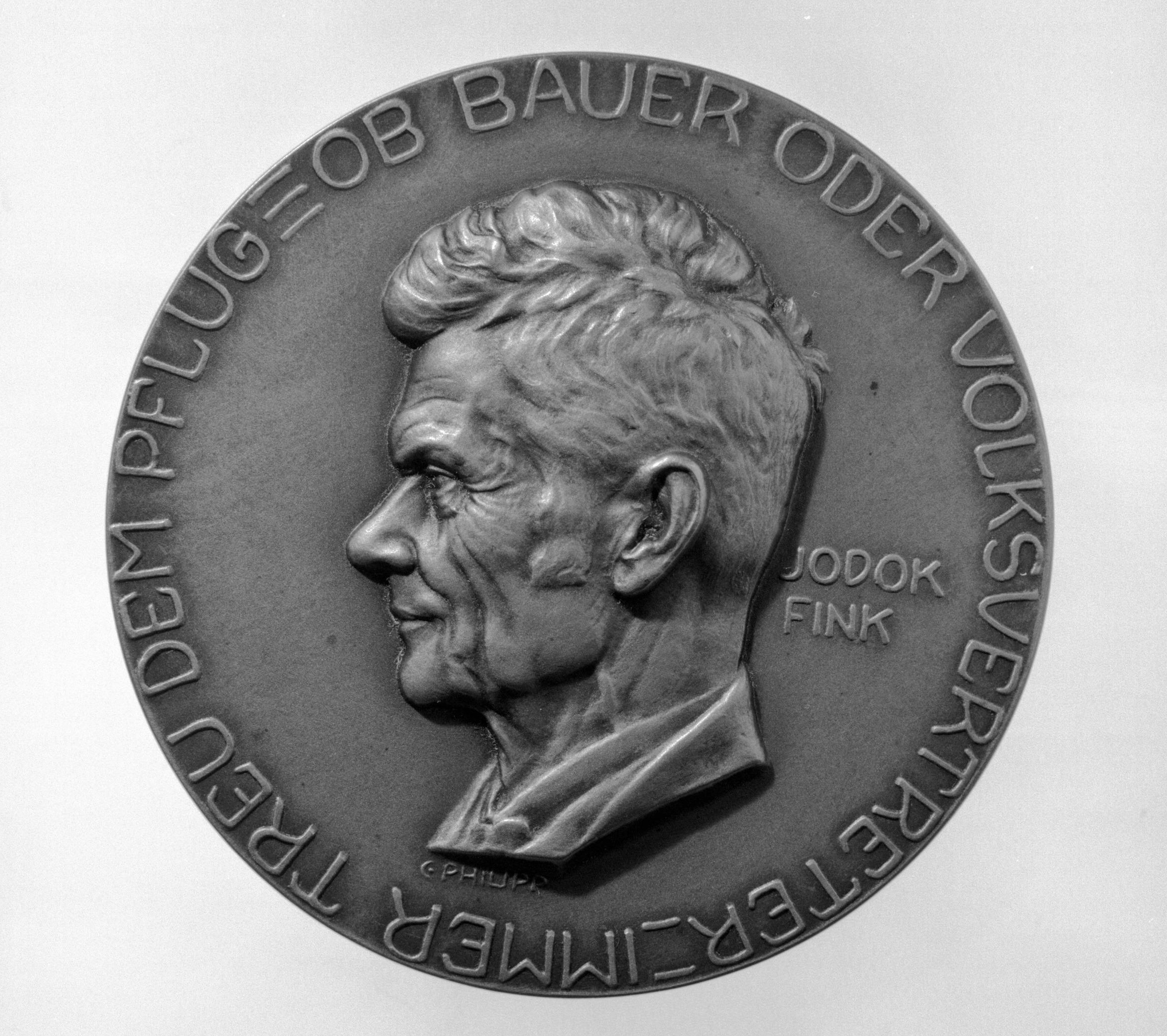
Медаль Йодока Фінка.